# Albert Weber
Albert Weber (* 24. října 1957, Schaffhausen, Švýcarsko) je švýcarský umělec. Jeho práce jsou kombinací abstrakce a realismu v jednom obraze (weberismus). Práce olejovými barvami, akrylem, špachtlí, kovem, betonem, diamantem, zlatem, stříbrem, žulou, tvoří skulptury, instalace a současné umění.

## Život
Albert Weber vyrůstal v Neuhausenu a Schaffhausenu. První stupeň školy navštěvoval v Neuhausenu, druhý v Schaffhausenu. Poté v letech 1973 až 1977 absolvoval Uměleckou školu v Curychu (Kunstgewerbeschule Zürich). Svá díla vystavoval na různých domácích i mezinárodních výstavách a v muzeích.
Albert Weber žije dnes v kantonu Curych.

## Dílo
K nejdůležitějším dílům Alberta Webera patří kromě jiných abstraktní série „Novinové texty a umění“, zhotovené výtvarní technikou oleje a akrylu. (např.: TWO BLUE HANDS, 2001). Částečně abstraktní série prací „Umění a zvířata“ ve formě zdeformovaných objektů (např.: MUSIC SHOE RED, 2003). Série rukou, představující nejrůznější zobrazení pozic rukou a znamení rukama ve formě olejových obrazů (např.: VICTORY YELLOW, 2005). Série zvířat, zobrazující reálné a abstraktní zvířecí podoby v olejové malbě kombinované s barevnými poli, vytvořenými špachtlí (weberismus) – (např. PODICEPS CRISTATUS, 2006).
Nové práce jsou „REVOLUTION“, 2011, „CHE GUEVARA“ realizované špachtlí a železnými hřebíky a skulptura/instalace „HIGH HEEL MEN“, 2012, „BARACK OBAMA“, polyester, světelná instalace a různé materiály. Další realistické i abstraktní díla kombinované ve formě témat olejových obrazů vznikla v letech 2010 až 2014.

## Výstavy

### Samostatné prezentace (výběr)
- 2012 Trump-Tower Istanbul, Turecko
- 2012 Hotel Sacher, Vídeň, Rakousko
- 2012 Svenska Konstgalleriet, Švédsko
- 2013 Umělecká galerie Dr. Böhner Mannheim, Německo
- 2013 Muzeum MOYA Vídeň, Rakousko
- 2015 Galerie INA DEDERER & FRIENDS, Curych, Švýcarsko
- 2015 Umělecké muzeum Cluj-Napoca ‚Klausenburg‘, Rumunsko

### Kolektivní výstavy (výběr)
- 2012 BERLINER LISTE Berlín, Německo
- 2012 Suisse-Arte Bazilej, Švýcarsko
- 2012 Art & Living Rotterdam, Holandsko
- 2013 Ward Nasse Gallery New York, USA
- 2013 Southern Nevada Museum Las Vegas, USA (jaro 2013)
- 2013 Carrousel Musee de Louvre Paris, Francie
- 2013 Southern Nevada Museum Las Vegas, USA (podzim 2013)
- 2014 Art Monaco, Monte Carlo, Monako
- 2014 ART. STRASBOURG, Francie
- 2015 Austria Museum Kultur und Kunst, Vídeň - Rakousko
- 2015 Museum Castello Estense Ferrara, FE - Itálie
- 2015 Pavillon Josephiné Strasbourg, Francie

## Publikace
- Albert Weber (2011): „Zwischen real und abstrakt“ Neuer Kunstverlag AG, D-Stuttgart, Předslov: Prof. Dr. Peter Heitkämper, Deutschland und Verena Zeiner M.A., Německo - ISBN 978-3-938023-68-6

## Vyznamenání
Spirit of Art – Vídeň 2015, Mezinárodní výstava současného umění, 25. až 28. června 2015 v Národopisném a uměleckém muzeu Vídeň (Volkskunde- & Kunstmuseum Wien); z 60 uměleckých děl od 24 umělců z Rakouska, Spojených arabských emirátů, Belgie, Německa, Francie, Mexika, Španělska, Švédska, Izraele, Argentiny, Slovenska a Švýcarska obdržel Albert Weber od odborné poroty / kurátor 1. cenu